# Messier 62

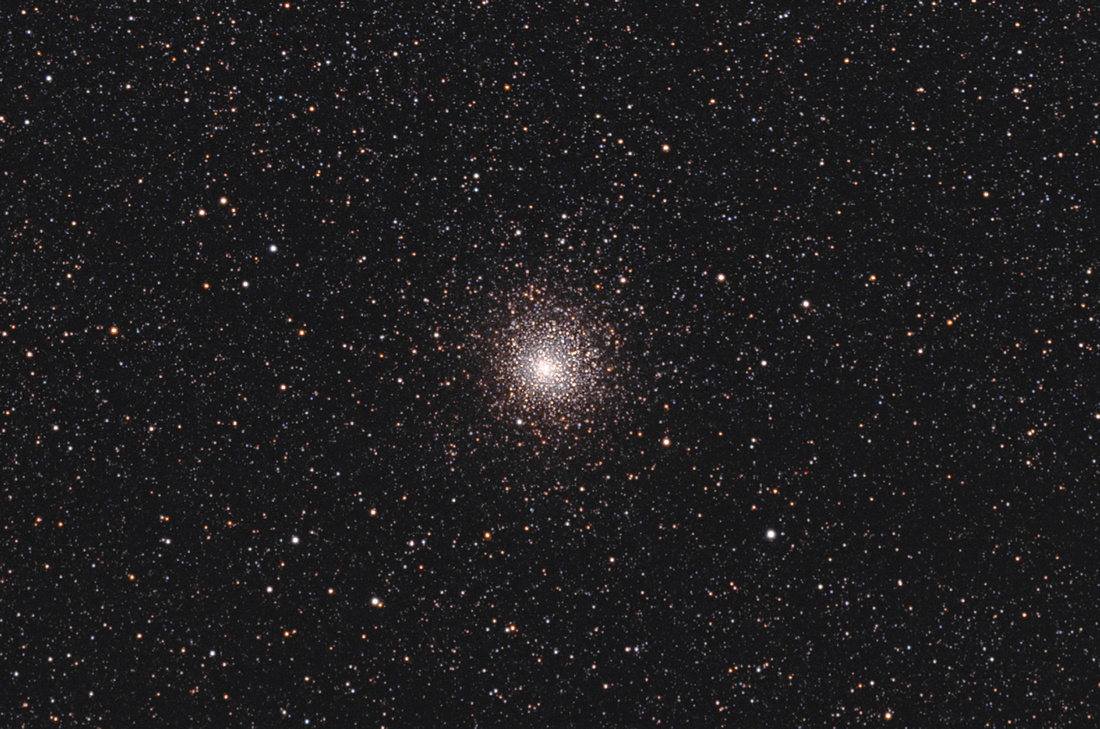
Messier 62

M62 (Messier 62 / NGC 6266) is een bolvormige sterrenhoop in het sterrenbeeld Slangendrager (Ophiuchus). Het hemelobject werd in 1771 ontdekt door Charles Messier en in 1779, nadat hij de positie had bepaald, opgenomen in zijn catalogus van komeetachtige objecten als nummer 62.
M62 vertoont een duidelijke concentratie van sterren in het zuidoostelijke deel van de bolhoop veroorzaakt door de getijdenkrachten van het melkwegstelsel. M62 ligt op ongeveer 22 500 lichtjaar afstand en heeft een diameter van 100 lichtjaar.
Studies in de jaren 70 van de 20e eeuw hebben het grote aantal van 89 veranderlijke sterren in de sterrenhoop aangetoond, velen van het type RR Lyrae die regelmatig in bolhopen worden gevonden. M62 kent ook een aantal Röntgenbronnen, waarschijnlijk zijn dit dubbelsterren die zeer dicht bij elkaar staan.